# Orite à gorge d'argent
Aegithalos glaucogularis
Espèce
Synonymes
- Aegithalos caudatus glaucogularis (Gould, 1855)[2]

Statut de conservation UICN

 LC  : Préoccupation mineure
Répartition géographique
L'Orite à gorge d'argent (Aegithalos glaucogularis) est une espèce d'oiseaux de la famille des Aegithalidae endémique de Chine.

## Systématique
Certaines sources, telle que l'UICN donne comme auteur John Gould. Il semble toutefois que ce soit une erreur et que l'auteur de cette espèce est bien Frederic Moore. La confusion tient sans doute au fait que dans la communication de celui-ci, il est fait mention de Gould au regard de l'espèce mais uniquement parce que le spécimen provenait de la collection de ce dernier. Moore décrit cette espèce sous le taxon de Orites (?) glaucogularis.

## Description
Dans sa publication originale, l'auteur indique que le spécimen en sa possession mesure environ 115 mm de long, que ses ailes font approximativement 55 mm et sa queue 65 mm. Sa teinte générale est gris cendré et il présente une calotte noire rayée en son centre par une large ligne chamois clair. Son ventre est de teinte isabelle rosé. Son bec et sa queue sont noirs, ses pattes brun foncé.

## Liste des sous-espèces
Selon Catalogue of Life (14 août 2020) :
- sous-espèce Aegithalos glaucogularis glaucogularis (Moore, 1855)
- sous-espèce Aegithalos glaucogularis vinaceus (J. Verreaux, 1870)

## Étymologie
Son nom spécifique, dérivé du latin glaucus, « verdâtre » et gula, « gosier », lui a été donné en référence à sa gorge de teinte argenté à bleu cendré. C'est également cette caractéristique qui est reprise dans le nom vernaculaire d'« Orite à gorge d'argent ».

## Publication originale
- (en) Frederic Moore, « Descriptions of Three New Species of Titmice », Annals and Magazine of Natural History, Londres, Taylor & Francis, vol. 16, nos 91-96,‎ 1855, p. 367-369 (ISSN 0374-5481, OCLC 1481361, lire en ligne).